# 塔科龙特
塔科龙特（西班牙語：Tacoronte），是西班牙加那利群岛圣克鲁斯-德特内里费省的一个市镇。总面积30平方公里，总人口23812人（2017年），人口密度795人/平方公里。

## 人口
| 塔科龙特               |
|                        |
| 来源：加那利群岛统计局 |

## 图集

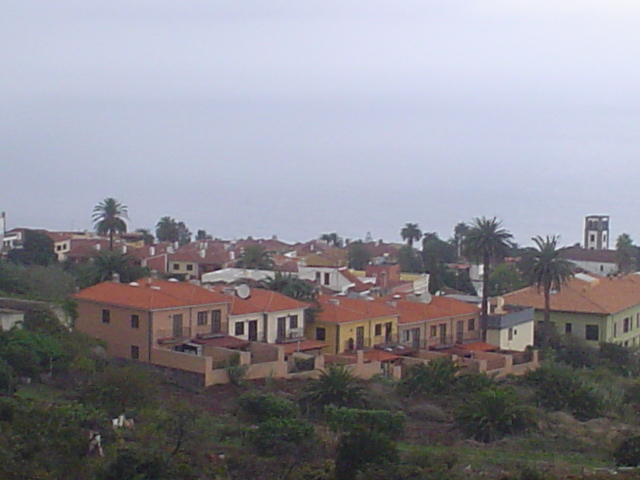
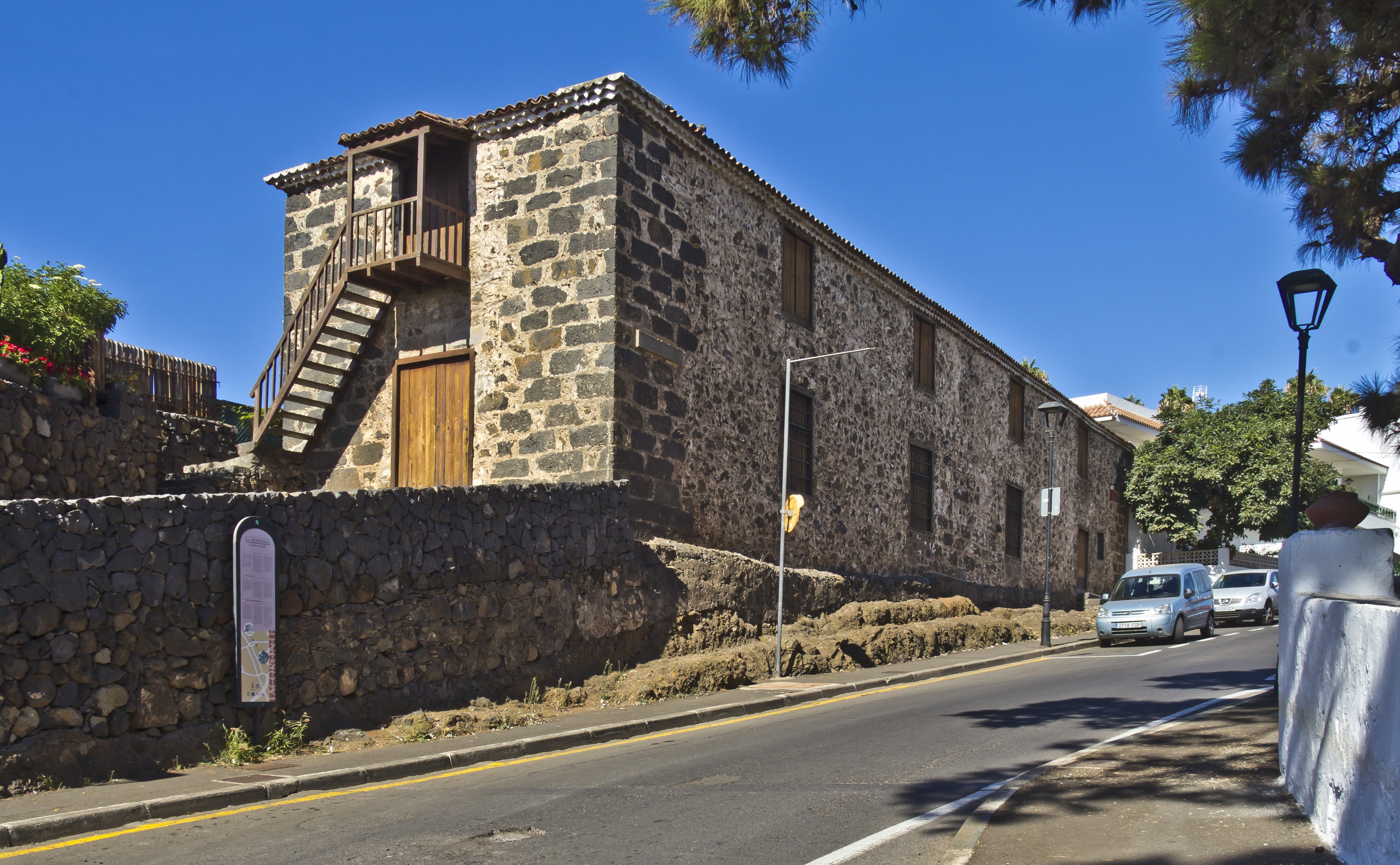
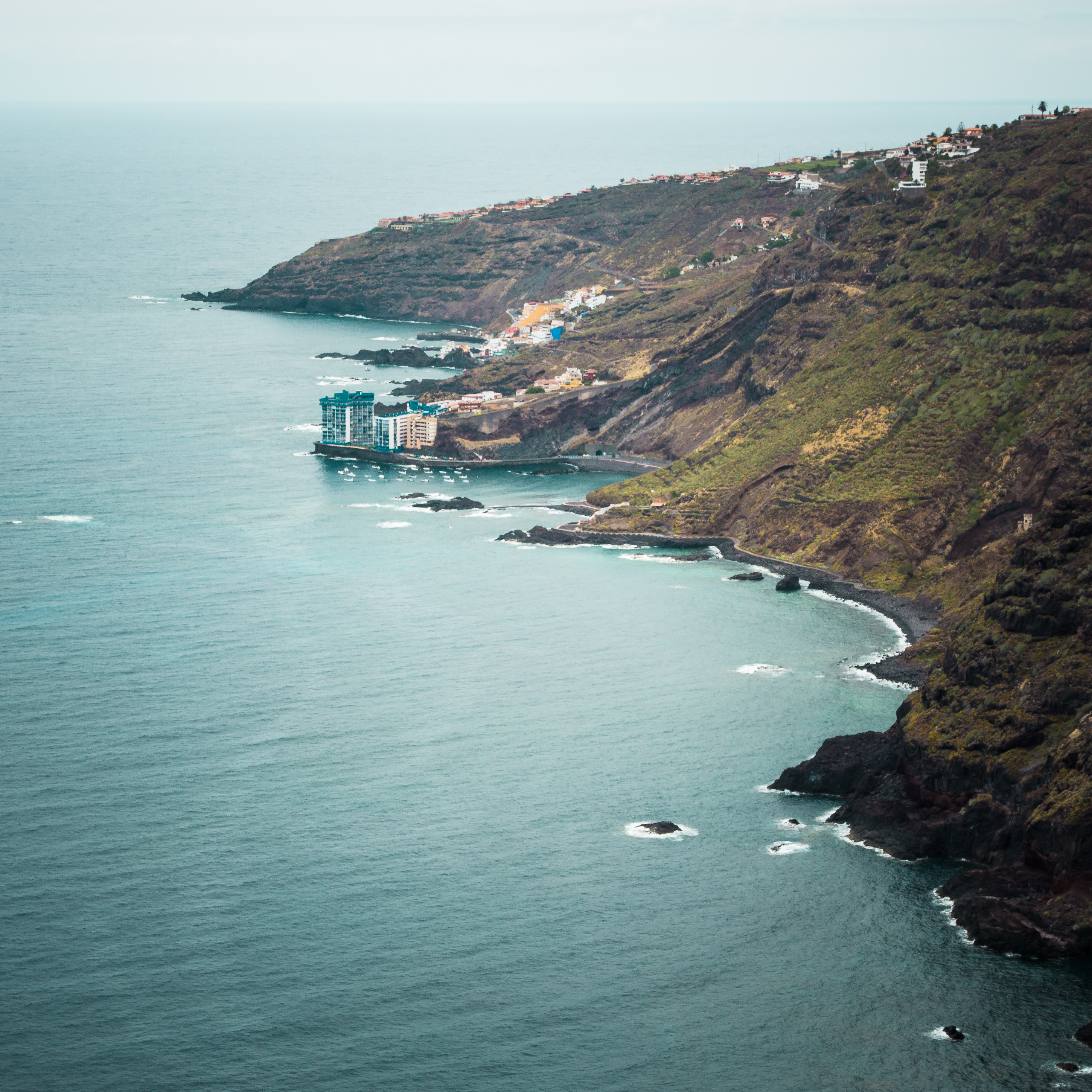
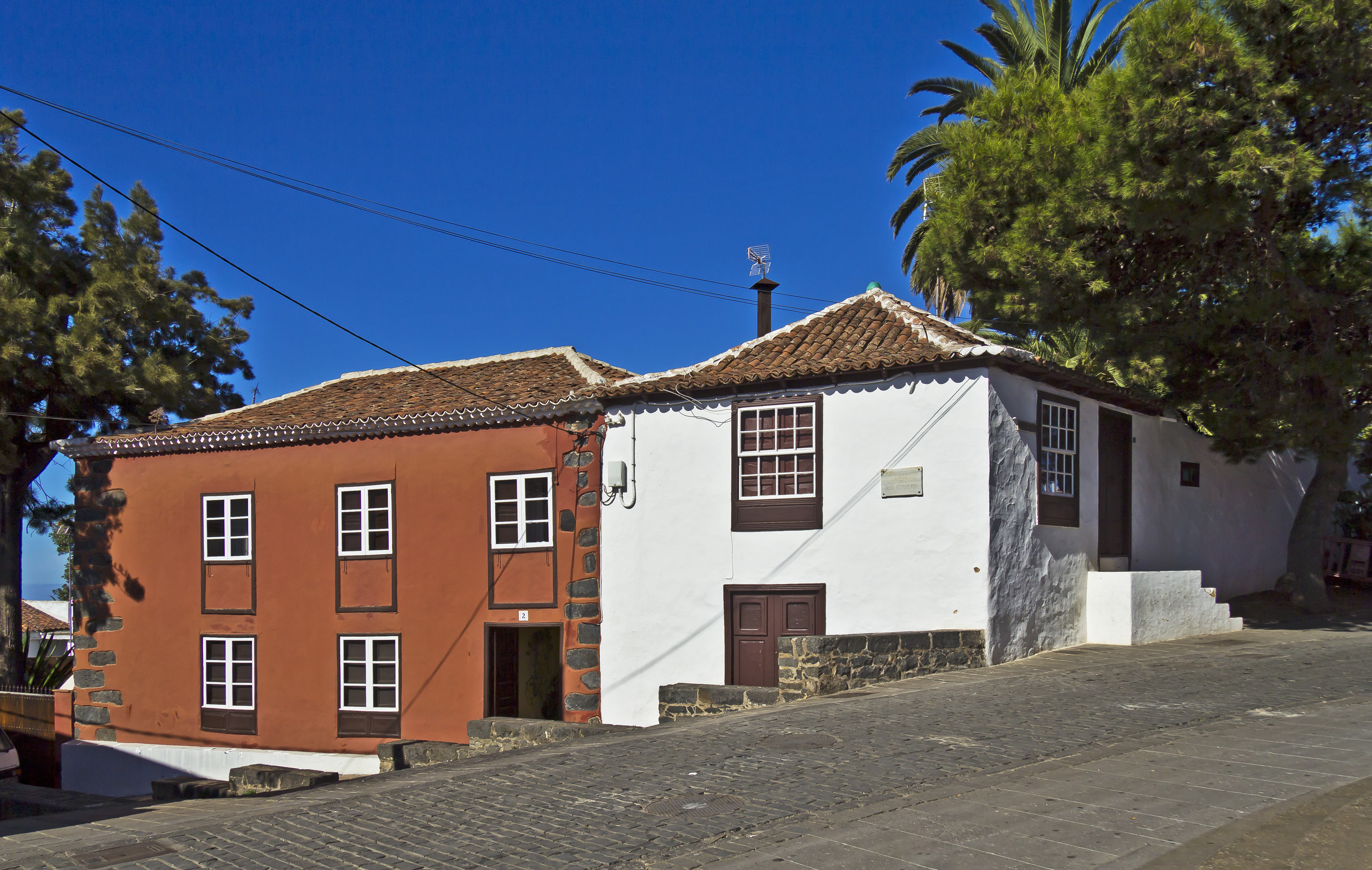
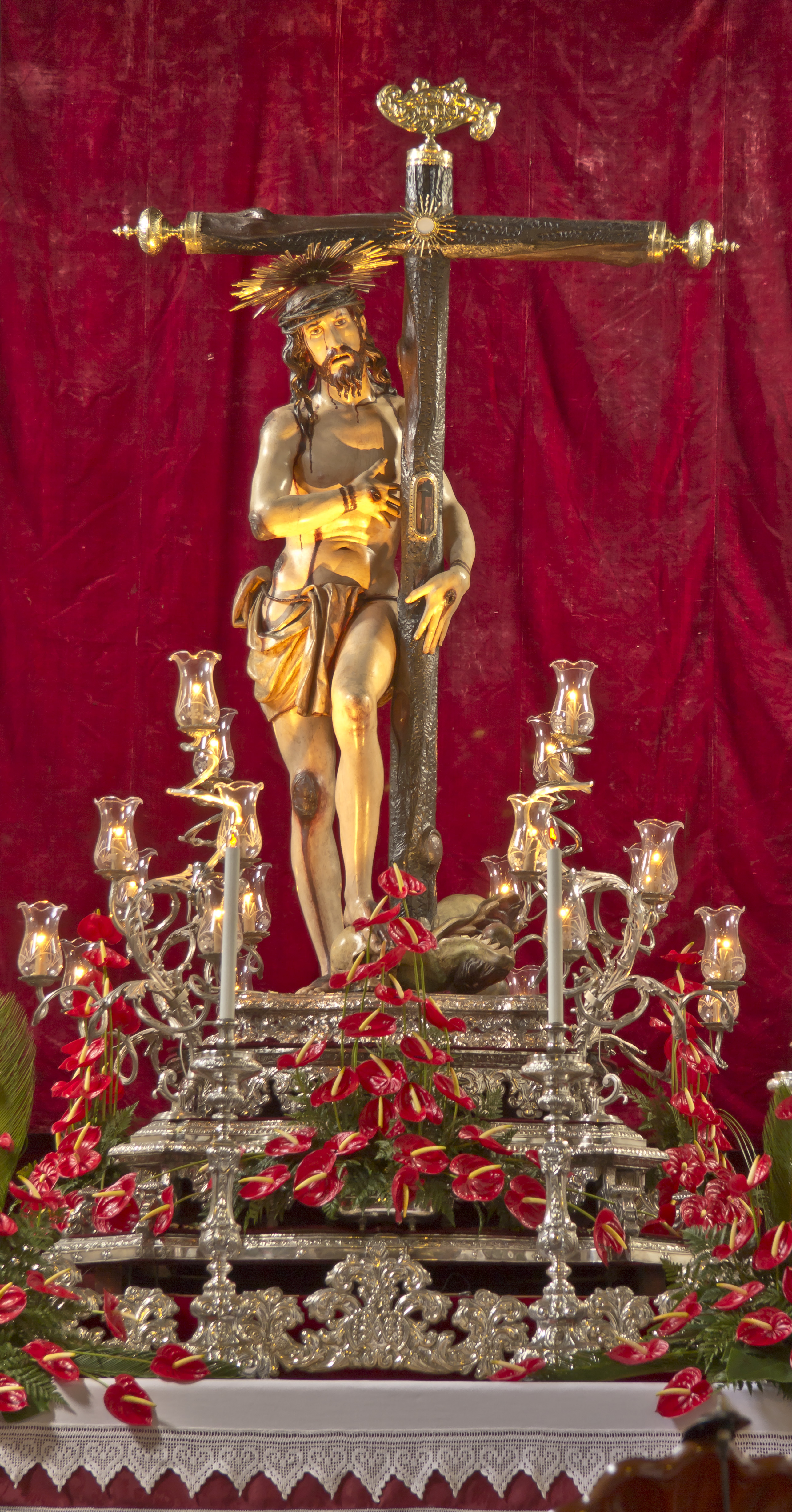
塔科龙特耶稣十字